# Język pisany
Język pisany – reprezentacja języka naturalnego lub języka sztucznego wyrażona za pomocą pisma. Język pisany jest wtórną reprezentacją języka naturalnego, którego pierwotną postacią jest język mówiony.
Język pisany, w przeciwieństwie do języka mówionego, ma charakter trwały; umożliwia komunikację w czasie i przestrzeni. Pod względem struktury jest bardziej uporządkowany i logiczny; cechuje się dbałością stylistyczną i urozmaiceniem składniowym (występują w nim rozbudowane zdania złożone, konstrukcje bierne, imiesłowy itp.). W tekstach pisanych unika się powtórzeń; jednocześnie dąży się do zachowania ładu kompozycyjnego i spójności tekstu. Język pisany charakteryzuje się bogatszym zasobem słownictwa, choć mniejszy jest w nim udział słownictwa ekspresywnego, wyrazów profesjonalnych i regionalizmów.
Język pisany nie zawiera mimiki i gestykulacji, kodu niewerbalnego. Jako że wypowiedzi pisane są pozbawione kontekstu sytuacyjnego, tworzenie ich wymaga większej dbałości o treść przekazu. Język pisany cechuje się zwięzłością i precyzyjnym doborem środków językowych. Nie zawiera omyłek słownych charakterystycznych dla mowy; jest bowiem produktem dłuższej refleksji.
Językiem pisanym w silnym stopniu rządzą przepisy normatywne i zwyczaje pisarskie (obowiązujące normy ortografii i interpunkcji, użycie szablonowych zwrotów grzecznościowych, dbałość o przejścia między akapitami). Język pisany wyróżnia się swoją zachowawczością; jest bardziej konserwatywny od języka mówionego.
W kontekście internetowym mówi się o tzw. cyberjęzyku. Stosunek języka internetu do lepiej poznanych form języka (języka ustnego i tradycyjnego języka pisanego) stanowi przedmiot dyskusji.
Język pisany zawsze występuje jako element towarzyszący pewnemu językowi mówionemu. Wiele języków wymarłych znanych jest wyłącznie dzięki zabytkom pisanym. Zdarza się, że język pisany istnieje samodzielnie, gdy znajduje zastosowanie w pewnych sferach życia, ale nie jest znany jako język ojczysty (np. łacina, klasyczny język chiński). Dobrze wypracowana i skonwencjonalizowana odmiana języka pisanego, podlegająca normom językowym i ortograficznym, zwana jest grafolektem.